# Santuario di San Felice (Parabiago)
Il santuario di San Felice è una chiesa di costruzione moderna all'interno del centro storico di Parabiago e dipende dalla parrocchia dei Santi Gervasio e Protasio (sede prepositurale della cittadina). È stata aperta al culto dalla fine degli anni '40 fino al 1995, anno della morte del rettore Marco Ceriani, dopo di che venne chiusa al pubblico. Attualmente vi si celebrano pochissime funzioni religiose.

## Storia

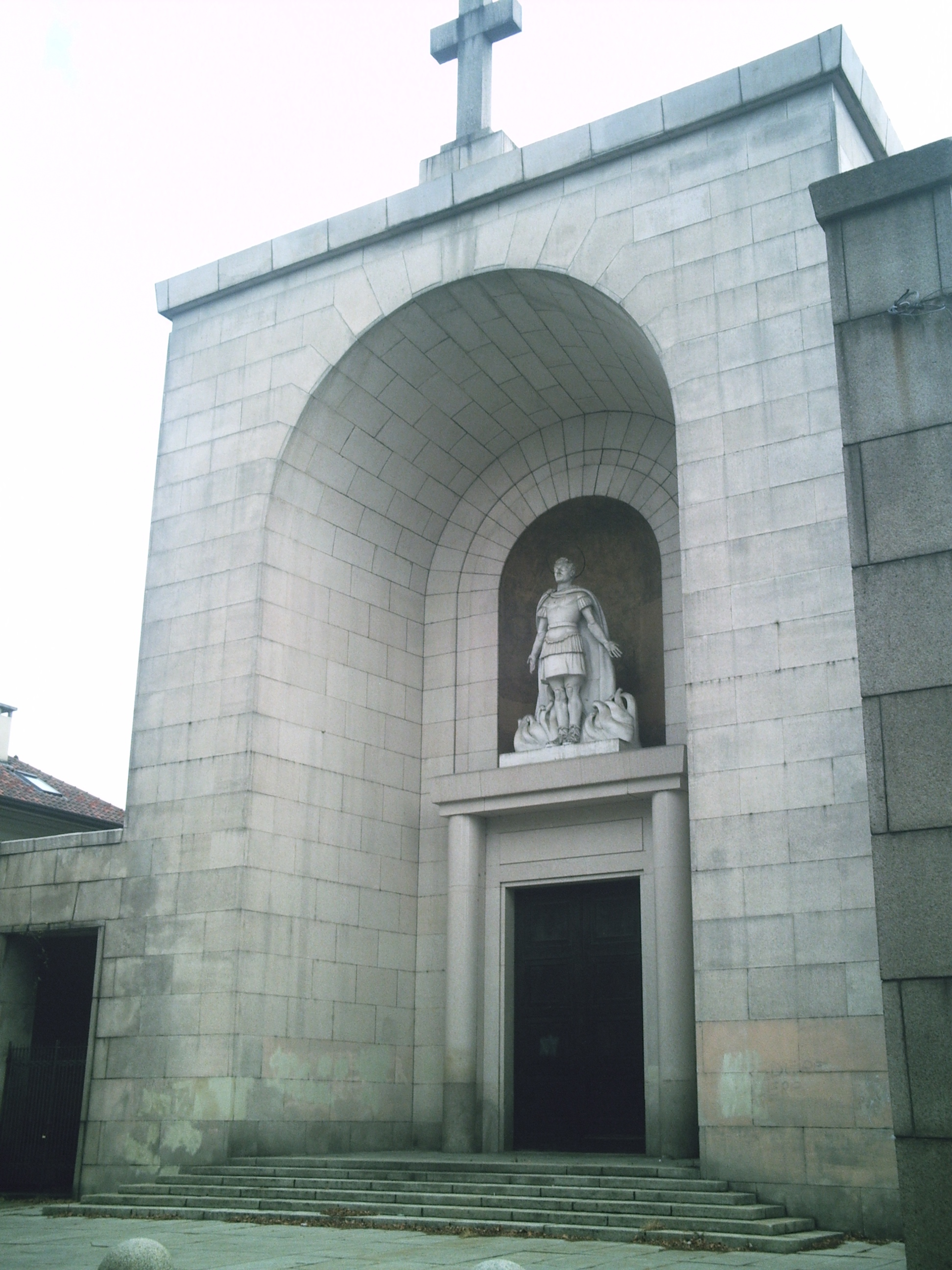
Facciata del santuario di San Felice

Il 15 maggio 1926 il senatore Felice Gajo, firma un testamento in cui lascia alla moglie Ida Lampugnani, il compito di edificare una chiesa dopo la sua morte, avvenuta il 31 dicembre 1935.
Il progetto, affidato all'architetto Giovanni Maggi, che riuscì a rendere insieme l'aspetto di "mausoleo" in onore del defunto e di luogo di culto per la popolazione rionale, raffigurava un tempio a navata unica lunga 39 m e larga 12 m, con un'enorme cupola quadrata dell'aspetto di una mole imponente alta 38 m, composta di 48 colonne di granito bianco proveniente da Baveno.
La posa della prima pietra avvenne il 30 maggio 1940, ad opera del Cardinale Schuster, il medesimo la consacrerà il 2 ottobre 1947, dopo più di un anno dal suo completamento (11 luglio 1946). A lavori ultimati la facciata si presentava arretrata rispetto al piccolo sagrato, con una grande nicchia sopra il portone, al cui interno vi è la statua di San Felice Martire, opera di Dante Parini. Internamente la grande navata viene impreziosita da quattro colonne in verde Alpi e l'altare in posizione centrale.
Però a pochi anni dalla sua consacrazione, la mastodontica cupola non ha retto al suo peso e alle ore 23 circa del 20 gennaio 1950, crollò inesorabilmente senza fare vittime, data l'ora tarda la chiesa era già chiusa al pubblico; subito venne commissionato all'architetto Fernando Zanda il progetto per la realizzazione della nuova cupola, sempre quadrata e contornata da colonne, ma molto più piccola rispetto alla precedente.
Internamente la chiesa custodisce affreschi di Vanni Rossi, altre sculture e bassorilievi del Parini, la tela Madonna del Santissimo Rosario sopra l'omonimo altare laterale ed i 15 Misteri miniati su rame di Primo Lavagnini, un busto bronzeo del Senatore scolpito da Silvio Monfrini e le vetrate di Aristide Albertella. Il santuario è privo di campane.